# Lloyd Knibb
Lloyd Knibb (8 de març del 1931 - 12 de maig de 2011) és un músic jamaicà que començà la seua carrera en l'era de l'ska. Toca la bateria.
Tocà amb els Skatalites (des dels anys 60, i fins a la seva mort), i per a Tommy McCook & The Supersonics. Ha gravat per als productors Lloyd "Matador" Daley i Duke Reid.

## Formació
Knibb, com molts de músics a la dècada de 40, va aprendre el seu ofici en les bandes de jazz. El seu primer compromís professional va ser amb la banda Val Bennett, però va ser a la banda de jazz d'Eric Dean, on va obtenir els coneixements tècnics per exercir molts estils. Eric Dean llista que contenia la música de Glen Miller, així com els balls populars de l'època: rumba, cha-cha i el bolero. Knibb capacitat de la tècnica i amb ampli coneixement dels estils de sobte, li van presentar a les gravacions de Coxsone, en Prince Buster, Sonia Pottinger i Duke Reid.
Knibb va ser el bateria de The Skatalites. Va ser en aquest paper que va obtenir la seva major audiència. The Skatalites registrats a les Treasure Isles (Duke Reid) i Top Hat etiquetes de l'alliberament de la música ska en els anys 1960 a un públic que va respondre a un ritme que era únicament de Jamaica.
Knibb juntament amb altres membres originals de The Skatalites reformada a tocar el concert de Reggae Sunsplash (Montego Bay) el juliol de 1983 i l'èxit d'aquest concert ha portat a molts compromisos addicionals.
El seu fill, Dion Knibb toca en un grup de ska de Boston (EUA), Dion Knibb & The Agitators.